# Евернія
Евернія (Evernia) — рід лишайників родини пармелієві (Parmeliaceae).

## Загальна біоморфологічна характеристика

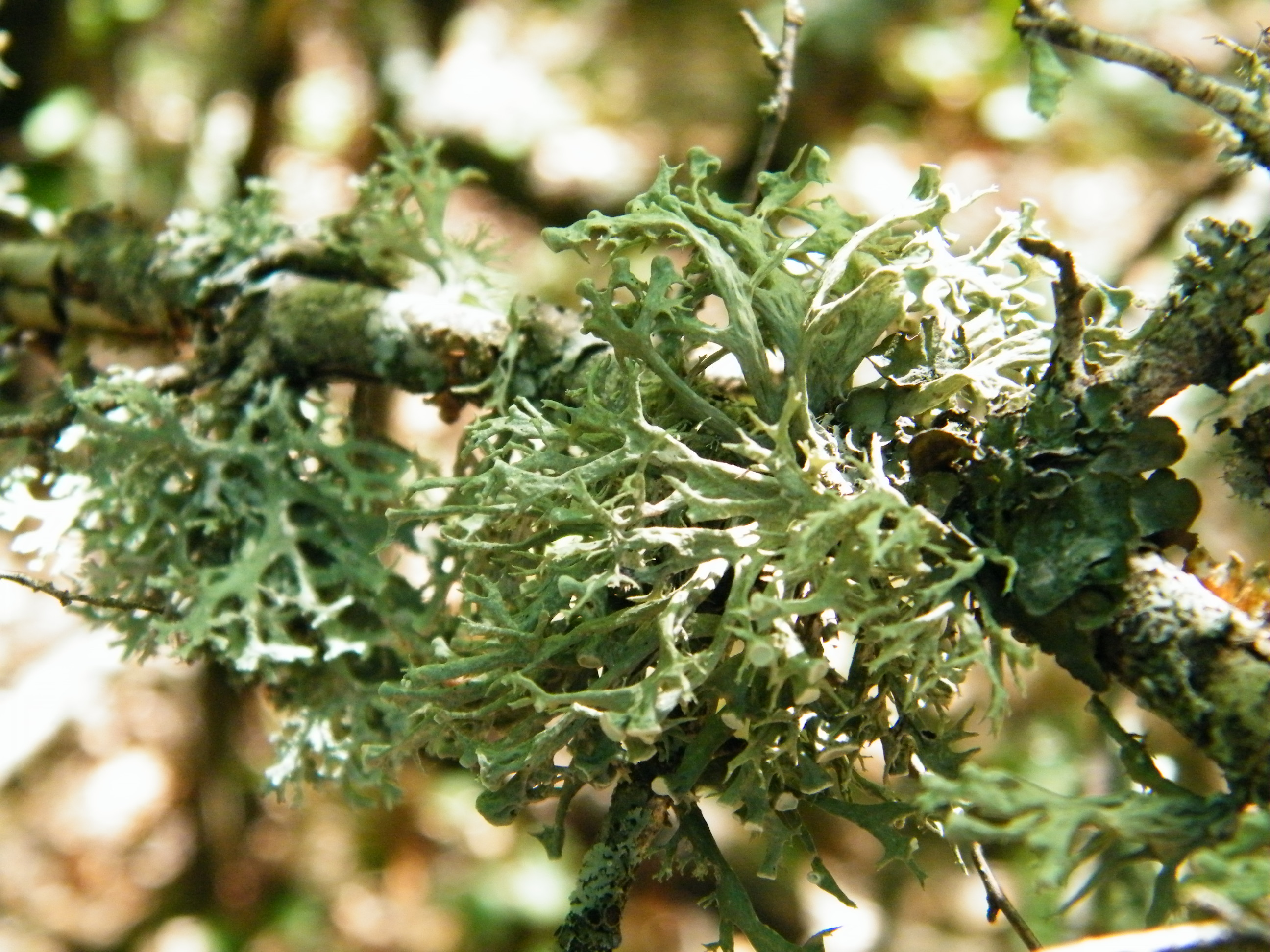
Евернія сливова (Evernia prunastri) в Ласпі

Мають гетеромерну м'яку кущисту слань, зверху зеленувато-сіру, знизу однотонну до білуватого, що складається з циліндричних або сплющених вузьких розгалужених лопатей, та прикріплюється до субстрату гомфом або (дуже рідко) ризинами. Серцевинна тканина пухка, павутиниста. Апотеції досить великі (до 10 мм у діаметрі) леканорового типу, трапляються рідко. Належить до листових лишайників, які мають вигляд більш-менш оформленого листа. Містить евернієву, уснінову та інші лишайникові кислоти.

## Поширення
Евернія — один з найрозповсюдженіших на Землі лишайників. За даними Міжнародної мікологічної асоціації рід містить 68 видів. На території України розповсюджена евернія сливова (відома в народі як «дубовий мох» — Evernia prunastri).

## Екологія
Зустрічаються на корі дерев, оголеній деревині, рідше на ґрунті.

## Використання
Деякі види використовуються в парфумерній та медичній промисловості. На території України заготовляють евернію сливову. Екстракти з цього лишайника використовують у парфумерії.